# Xènocles (ceramista)
Xènocles  (grec antic: Ξενοκλῆς) fou un ceramista de l'antiga Grècia.
És l'autor d'uns atuells per flors en un estil antic i bonic dels quals tres o quatre es conserven en col·leccions privades. Un dels atuells es conserva a la pinacoteca de Múnic, malgrat que no està pintat, i només té el nom de l'artista inscrit en una banda groga: + ΣΕΝΟΚϜΕΣ ΕΠΟΙΕΣΕΝ.